# تبديل دائري
تبديل دائري هو تبديل كُون بواسطة مجموعة أو عدة مجموعات من عناصر منظمة في ترتيب دائري.